# Thaiföld vasúti közlekedése

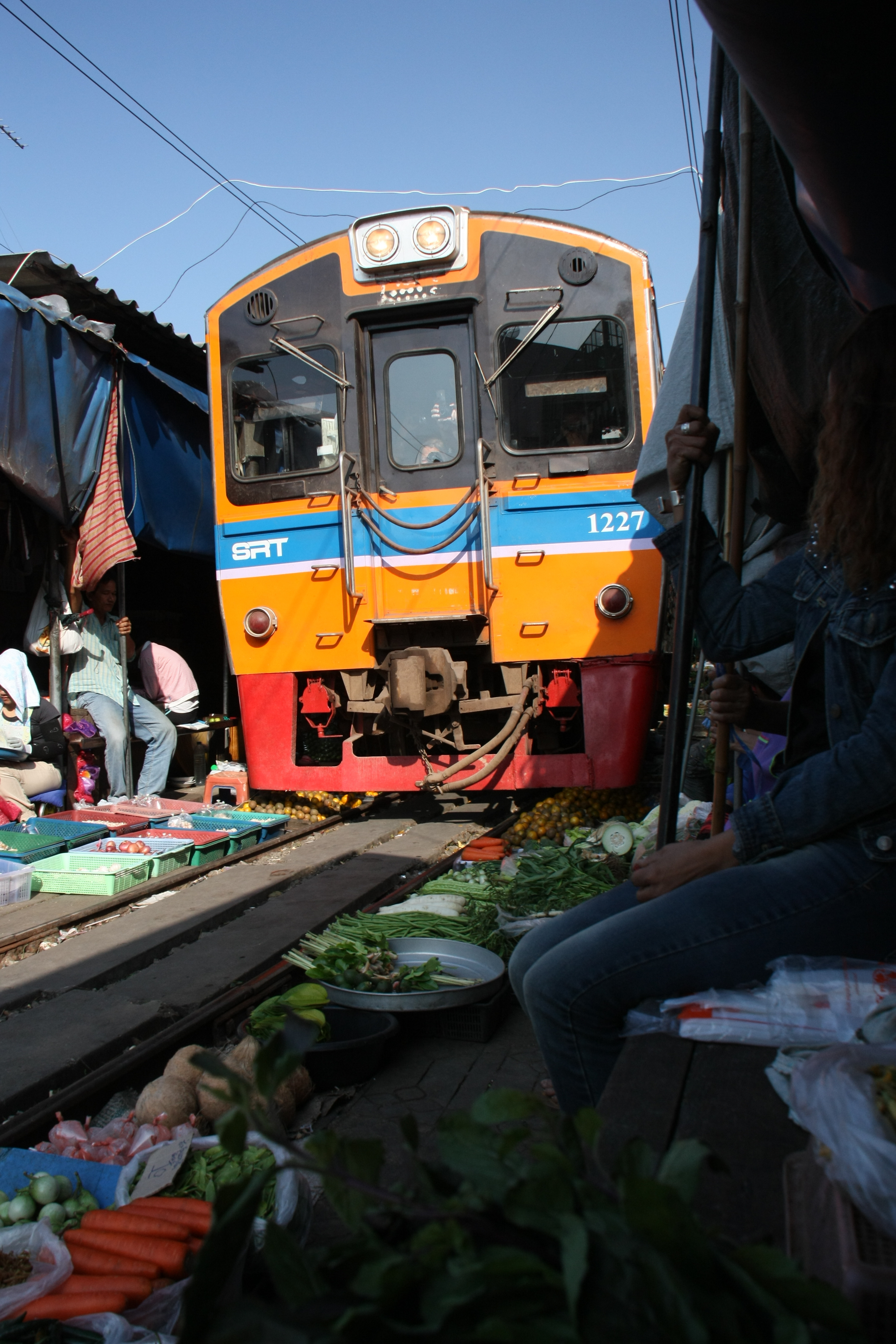
Maeklong vasút

Thaiföld vasúthálózatának hossza 4071 km, amelyből 29 km 1435 mm, 4042 km pedig 1000 mm nyomtávú. A vasúthálózatot a State Railway of Thailand üzemelteti.

## Jövőbeli tervek
Thailföld első nagysebességű vasútvonalának megvalósíthatósági tanulmánya 2011 elejére elkészülhet, mondta a miniszterelnök Trirong Suwankhiri, miután az előkészítő munkái a projektnek a választások előtt megkezdőtnek. A kormány a Bangkok–Rayong vonalat jelölte ki az első nagysebességű korridornak, 1,73 milliárd dollár megvalósítási költséget becsülve. A miniszterelnök kijelentette, befektetőket szeretnének meghívni, Kínából, Japánból, Európából, hogy vegyenek részt a projekt megvalósításában.

### Nagysebességű vasút
Bár a thaiföldi vasúttársaság jelenleg nem üzemeltet nagysebességű vasutat, összesen négy nagysebességű vonal áll tervezés alatt, ebből kettőt már építenek. A négy vonal az ország északi, keleti, északkeleti és déli régióit köti majd össze, ezekből a thai kormány által legfontosabbnak minősített vonalak együttes hossza 1208 km lesz. A kulcsfontosságú vonalak között van a 2017 óta építés alatt álló északkeleti vonal Bangkok és Nakhonratcsaszima közötti szakasza, a tervek szerint ez lesz az ország első forgalomba állított nagysebességű vasútvonala 2027-ben. Ez a vonal 2030-ig a thai-laoszi határon fekvő Nongkhajig érő szakasszal fog majd meghosszabbodni, ahol a kínai-laoszi építésű Nongkhaj-Vientián-Kunming vasútra fog kapcsolódni. A keleti vonal Bangkok-Don Müang repülőtér és Utapao nemzetközi repülőtér közötti szakasza áll építés alatt 2023 óta, ezt 2029-ig tervezik befejezi. Az északi vonal pedig Bangkokot Csiangmajjal köti majd össze a keleti vonalhoz hasonlóan 2029-ben.

## Vasúti kapcsolata más országokkal
- Malajzia  - van

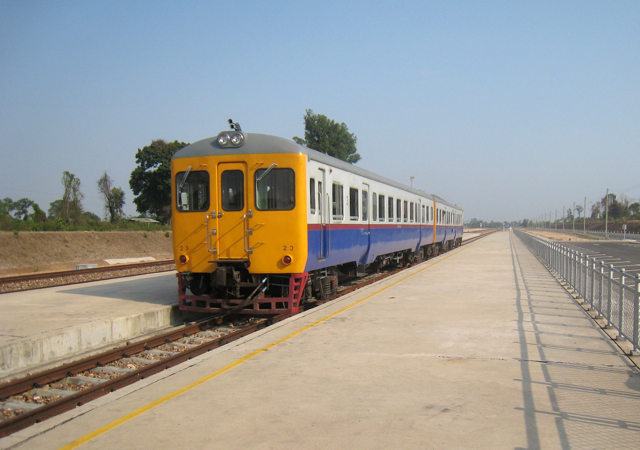
A Laosz-Thaiföld között közlekedő dízel motorvonat

- Laosz - van, a Thai–lao barátság hídon keresztül
- Kambodzsa - megszűnt, újjáépítése folyamatban
- Mianmar - megszűnt - (lásd Thaiföld–Burma-vasútvonal).